# バルトシュ・ビャウコフスキ
バルトシュ・ビャウコフスキ（Bartosz Białkowski 、1987年7月6日 - ）は、ポーランド・ヴァルミア＝マズールィ県ブラニェヴォ出身の元プロサッカー選手。元サッカーポーランド代表。現役時代のポジションはGK。

## 経歴

### クラブ
2006年1月、グールニク・ザブジェからサウサンプトンFCに移籍。2009年3月、イプスウィッチ・タウンFCに期限付き移籍。2009年9月、バーンズリーFCに短期レンタル。
2012年6月15日、ノッツ・カウンティFCに3年契約で移籍。2014年6月15日、古巣イプスウィッチに2年契約で移籍。
2020年1月、昨年7月から期限付き移籍で加入していたミルウォールFCに完全移籍。

### 代表
2007年、カナダで開催されたFIFA U-20ワールドカップに代表メンバーの一人として参加した。
2018年3月23日、ナイジェリア代表とのフレンドリーマッチでフル代表デビュー。同年6月の2018 FIFAワールドカップでは全3試合でベンチ入りしたが、出場機会は無かった

## 代表歴

### 出場大会
- ポーランド代表
  - 2018 FIFAワールドカップ

### 試合数
- 国際Aマッチ 1試合 0得点（2018年）[9]

| ポーランド代表 | 国際Aマッチ | 国際Aマッチ |
| 年             | 出場        | 得点        |
| -------------- | ----------- | ----------- |
| 2018           | 1           | 0           |
| 通算           | 1           | 0           |

## タイトル
サウサンプトン
- フットボールリーグトロフィー: 2010